# Boycott des Jeux olympiques d'été de 1984

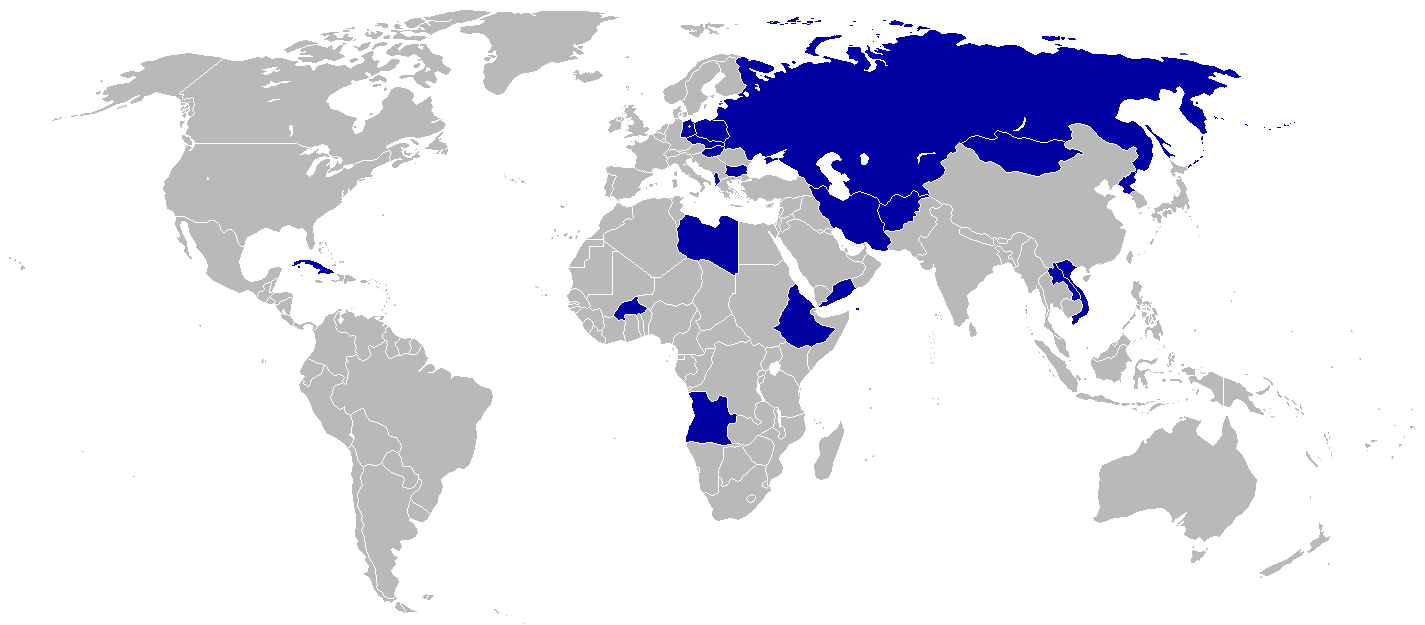
Les pays boycottant les Jeux olympiques de 1984 figurés en bleu.

Le boycott des Jeux olympiques d'été de 1984 à Los Angeles est le refus de participer à cette compétition adressé par l'Union soviétique et certains de ses alliés en réponse au boycott des Jeux olympiques de 1980 à Moscou par les États-Unis et leurs alliés. Le boycott de 1984 a impliqué quatorze nations du bloc de l'Est ou sympathisantes de celui-ci. Un grand nombre d'épreuves habituellement dominées par les pays absents ont été fortement affectées. Parallèlement aux Jeux de Los Angeles, les pays participant au boycott ont organisé les Jeux de l'Amitié en juillet et août 1984.

## Annonce du boycott
L'URSS a annoncé son intention de boycotter les jeux olympiques dans un communiqué daté du 8 mai 1984, invoquant "des raisons de sécurité, les forts sentiments chauvinistes et l'hystérie anti-soviétique en place aux États-Unis". Un haut responsable américain déclara plus tard que les États-Unis avaient ignoré des commentaires suggestifs des soviétiques dans les semaines précédant l'annonce et qu'en dépit de toutes les indications, les États-Unis étaient “absolument abasourdis” lors de l'annonce officielle
Après l'annonce soviétique, la Bulgarie et l'Allemagne de l'Est rejoignent le boycott le 10 mai suivant, la Mongolie et le Vietnam le 11 mai, le Laos et la Tchécoslovaquie le 13 mai. La Chine quant à elle confirme sa présence aux jeux.
Plus tard, l'Afghanistan décide également de rejoindre les rangs des pays boycotteurs suivi de la Hongrie le 16 mai et de la Pologne le 17 mai. La Hongrie déclare à cette occasion qu'elle estime que la vie de ses athlètes serait en danger à Los Angeles alors que la Pologne dénonce l'attitude des États-Unis lors des jeux précédents,.
Le 24 mai, Cuba annonce à son tour son retrait ainsi que le Yémen du Sud en raison, selon le Los Angeles Times, de ses connexions marxistes. La Corée du Nord devient ensuite le treizième pays boycottant les jeux. L'Éthiopie devient quelques jours plus tard le premier état africain à participer à la campagne de boycottage, suivie par l'Angola.
L'Iran avait déjà décidé de boycotter les jeux olympiques d'été de 1984 à cause de “l'ingérence des États-Unis dans la situation au Moyen-Orient, son soutien pour le régime israélien, et les crimes commis par les États-Unis en Amérique latine, en particulier au Salvador”. Sous le gouvernement révolutionnaire de Thomas Sankara, la république de Haute-Volta (nommée Burkina Faso le 2 août 1984) a décidé de boycotter les Jeux en réponse au soutien des États-Unis à l'Afrique du Sud, qui mettait en œuvre apartheid politiques de l'époque, et projet d'impliquer l'Afrique du Sud dans les Jeux olympiques d'été de 1984, et l'équipe anglaise de rugby à XV en visite en Afrique du Sud pour un match amical. La Libye a également décidé de boycotter les jeux olympiques après que des journalistes libyens se sont vu refusé l'entrée aux États-Unis en juillet dans le contexte de l'interdiction américaine de 1983 de voyager et d'exporter vers la Libye.
L'Albanie, alliée de la Chine jusqu'en 1976 après le refroidissement des relations sino-soviétiques, s'éloigne de l'URSS et fait partie des pays boycottant les jeux de 1980 à Moscou. Mais contrairement à la Chine, l'Albanie a toujours refusé de se rapprocher des États-Unis et boycotte donc les JO de Los Angeles en 1984. En 1979, dans son ouvrage "L'impérialisme et la révolution", Enver Hodja exposera une série de griefs contre la direction politique chinoise à la fois du temps de Mao (donc du temps où l'Albanie était proche de la Chine) et contre la direction après sa mort en 1976, accusant les dirigeants communistes chinois d'avoir toujours été de faux communistes. Cet évènement mène à la rupture sino-albanaise mais en réalité, même si l'Albanie était restée proche de la Chine, elle aurait sans doute boycotté les JO de 1984 dans tous les cas.
Une situation similaire se retrouve en Iran. De ce fait, l'Albanie et l'Iran sont les deux seules nations à boycotter à la fois les jeux de Moscou et ceux de Los Angeles.

## L'hypothèse de la vengeance
Quatre ans auparavant, le président Jimmy Carter avait annoncé le boycott des jeux olympiques de Moscou par les États-Unis, suivis par 65 autres nations C'est le plus grand boycott des jeux Olympiques ayant jamais eu lieu. En 1984, c'est au tour de l'URSS d'annoncer son boycott des jeux organisés en Amérique, suivie par ses alliés du bloc de l'est et ses sympathisants. Bien qu'officiellement l'annonce soviétique évoque une commercialisation des jeux et des questions de sécurité, Howard Tyner du Chicago Tribune déclare : "Au fond, c'est sans aucun doute le mal et l'embarras de 1980 qui se cache derrière l'impressionnante décision soviétique mardi de faire l'impasse cette année sur les jeux olympiques d'été de Los Angeles."
La plupart des médias occidentaux ont interprété le boycott soviétique comme des représailles contre le boycott des jeux de Moscou en 1980 qui avait été une réponse à l'intervention soviétique en Afghanistan en 1979. Les médias soviétiques ont eux largement relayé la version officielle de protection de la sécurité des athlètes. Toutefois, aucune menace n'a jamais été attestée à l'encontre des sportifs du bloc de l'est. La Roumanie, seul pays signataire du pacte de Varsovie participant aux jeux de Los Angeles, a été largement applaudie lors de la cérémonie d'ouverture et fini troisième au classement des médailles.
Parmi les partisans de l'hypothèse de la vengeance figurent Peter Ueberroth, organisateur des jeux de 1984, qui a exprimé son point de vue dans une conférence de presse le jour même du départ du relais de la flamme olympique à New York. Le président Ronald Reagan affirma plus tard sa conviction selon laquelle l'URSS craignait que certains athlètes profitent de la tenue des jeux aux États-Unis pour passer à l'Ouest. Ainsi, avant les jeux, l'administration Reagan a accepté de répondre à un certain nombre d'exigences soviétiques afin de rassurer le régime, marquant un contraste saisissant avec la traditionnelle position belliciste dans le contexte de la guerre froide. Devant le nombre croissant de nations annonçant leur retrait, le Comité international olympique envisage de reculer la date limite d'inscription aux Jeux. Les trois pays en tête du tableau des médailles aux jeux de 1980 (URSS, Allemagne de l'Est et Bulgarie) faisant partie des nations boycotteuses, les médias notent qu'une telle mesure aurait pour effet d'affaiblir le niveau général de la compétition en permettant à des athlètes non qualifiés habituellement d'y participer

## Pays boycotteurs
Énumérés dans l'ordre chronologique de leur retrait, et non pas par ordre alphabétique ou par tout ordre géographique.
- URSS
- Bulgarie
- Allemagne de l'Est
- Mongolie
- Vietnam
- Laos
- Tchécoslovaquie
- Afghanistan
- Hongrie
- Pologne
- Cuba
- Yémen du Sud
- Corée du Nord
- Éthiopie
- Angola
- Deux nations opposées politiquement à l'URSS participèrent également au boycott :
  -  Albanie
  -  Iran
  -  Libye

## Pays socialistes ne participant pas au boycott
Dix pays socialistes, dont six africains, ont décidé de ne pas se joindre à Moscou et d'envoyer des équipes pour les jeux.
- Bénin
- Chine : la Chine a rompu avec l'URSS dès 1961 et s'était rapprochée des États-Unis vers 1970. Elle adopte le "socialisme de marché" (économie en pratique entre capitalisme et socialisme, bien que prétendant toujours se diriger vers une société sans classe, le communisme) en 1978. La Chine soutenait, aux côtés des États-Unis, du Pakistan, de la France, de l'Allemagne de l'Ouest, de l'Arabie Saoudite et d'autres pays capitalistes pro-US, les groupes terroristes islamistes afghans cherchant à renverser le gouvernement légitime afghan. En 1980, le pays avait participé aux jeux olympiques d'hiver à Lake Placid alors que dans la même année il boycottait les jeux de Moscou. 1984 furent les premiers jeux d'été de la Chine depuis 1932 où ils s'était également tenus à Los Angeles.
- République du Congo : dirigée par Denis Sassou-Nguesso, artisan de la Françafrique, le socialisme n'était déjà plus qu'un slogan depuis l'assassinat de Marien Ngouabi et la RP du Congo fonctionnait en réalité comme un Etat pétrolier, de capitalisme compradore, un Etat satellite de la France, exactement comme le Gabon voisin de Omar Bongo, le Togo de Gnassingbé Eyadema ou la Côte d'Ivoire de Houphouet-Boigny.
- Madagascar
- Mozambique
- Nicaragua
- Roumanie
- Seychelles
- Somalie : le pays avait rompu ses relations avec l'union soviétique après le parti-pris de cette dernière pour l'Éthiopie dans la guerre de l'Ogaden.
- Yougoslavie. la Yougoslavie avait rompu avec l'Union Soviétique en 1948. Tito avait décidé de quitter le Pacte de Varsovie et avait été exclu de l'Internationale Communiste. Ses partisans à l'étranger étaient éliminés. Tito participe même en 1949 à une tentative déjouée par les services secrets albanais de renversement du régime d'Enver Hodja en Albanie menée par les États-Unis et le Royaume-Uni en s'appuyant sur le Balli Kombëtar et les partisans du roi Zog Ier. La Yougoslavie adopta un régime "socialiste de marché" qui se voulait mixte entre capitalisme et socialisme (on parle "d'autogestion" voire de "troisième voie yougoslave"). En 1961, la Yougoslavie se réconcilie avec l'URSS de Krouchtchev dont elle partage certaines conceptions politiques et économiques, ainsi que le soutien aux nationalistes du tiers-monde. La Yougoslavie sera un acteur majeur du Mouvement des Non-Alignés. Les relations furent alors meilleurs avec l'URSS qu'avec les États-Unis mais pas au point de rompre avec ces derniers. Par ailleurs, il n'était pas concevable pour le pays de boycotter une compétition olympique l'année où lui-même avait organisé les jeux olympiques d'hiver.

## Dans la culture populaire
Une campagne de publicité ruineuse est lancée par la chaîne de restaurants McDonald's. La chaîne proposait en effet des cartes à gratter permettant de gagner un Big Mac pour chaque médaille d'or américaine, des frites pour chaque médaille d'argent et un Coca-Cola pour chaque médaille de bronze. L'entreprise avait effectué ses calculs sur la base des résultats des jeux de Montréal de 1976 et tablait sur une centaine de médailles. En réalité, en raison du boycott, les USA remportent 174 médailles, en conséquence de quoi McDonald's perd des millions de dollars. Il est fait allusion à cette campagne dans l'épisode "Le Premier Mot de Lisa" de la série Les Simpson. Krusty Burger est en vedette dans une campagne publicitaire où les personnages peuvent gagner de la nourriture gratuite s'il reçoivent un ticket mentionnant un événement "gagné par les États-Unis".
Les événements des boycotts de 1980 et 1984 ont été mentionnés dans le jeu vidéo Metal Gear Solid V : La douleur fantôme. Le personnage Revolver Ocelot explique à Venom Snake ce qu'il s'est passé pendant les neuf années où ce dernier a été plongé dans le coma.
Une allusion au boycott de 1984 est faite dans le film Texasville de Peter Bogdanovich. Dans une scène d'ouverture, un animateur radio déclare que, bien que la majorité des pays du bloc soviétique ne pourra pas participer aux jeux, la Roumanie est attendue.